# Fraternidad Muprespa
Fraternidad-Muprespa es Mutua Colaboradora con la Seguridad Social con el número 275, autorizada por el Ministerio de Empleo y Seguridad Social.
Surge del resultado de la fusión de las Mutuas La Fraternidad n.° 166 y Muprespa-Mupag-Previsión n.° 269, realizada el 31 de diciembre de 1998.

## Historia
La Fraternidad fue fundada en el año 1929 en Bilbao por Escolástico Zaldívar. Esta Mutua en sus comienzos surge como una asociación de estructura familiar cuyo principal objetivo consistía en colaborar con el sistema de la Seguridad Social en la gestión de los accidentes de trabajo y las enfermedades profesionales.
En la década de los 80 e inicios de los 90 Fraternidad absorbe a más de 14 Mutuas, entre las que cabe destacar, citando solamente algunas de las más representativas:
- Mutua Almanseña n.° 65.
- Mutua Rural n.° 222.
- Mutua General Industrial y Agrícola n.° 123.
- Seguridad Mutua n.° 93.
- Mutua de Empresas Mineras e Industriales n.° 127.

Muprespa nace en 1992, comenzando su actividad principalmente con la gestión de una gran parte de las empresas del sector público, pertenecientes al extinto Instituto Nacional de Industria, antiguo INI. En 1996 se fusiona con la Mutua Mupag-Previsión para aumentar su cartera de mutualistas. Ya en el año 1998 los órganos directivos de la Entidad apuestan por la fusión con La Fraternidad, constituyendo la actual Mutua Fraternidad-Muprespa.
En el año 2006 en base al Real Decreto 688/20 se produce la segregación de la Entidad, la parte dedicada a la Prevención de Riesgos Laborales y Vigilancia de la Salud, formando una Sociedad diferenciada de la Mutua de Accidentes de Trabajo y Enfermedades Profesionales. En ese momento nace la Sociedad de Prevención de Fraternidad-Muprespa.
Sobre la base de la Ley 35/2014 de 26 de diciembre de 2014 las Mutuas de Accidentes de Trabajo y Enfermedades Profesionales pasan a denominarse Mutuas Colaboradoras con la Seguridad Social. Siendo estas asociaciones de empresarios, de naturaleza privada, sin ánimo de lucro, cuyo objeto exclusivo es la colaboración en la gestión de la Seguridad Social.

## Cifras y datos
En la actualidad Fraternidad-Muprespa protege a 1.239.087 de trabajadores y da servicio a 117.161 empresas mutualistas en toda España, con una plantilla de 2.035 trabajadores. 
Desde el año 2013 Fraternidad-Muprespa convoca los Premios Escolástico Zaldívar 2804 que reconocen el esfuerzo, labor, sensibilidad y compromiso que realizan las empresas mutualistas en el ámbito de la prevención de riesgos laborales. Los premios se entregan el 28 de abril, Día Mundial de la Seguridad y Salud en el Trabajo.

## Informe económico año 2021
- Total ingresos de gestión 1.625,02 millones de euros.[1]
- Resultado económico positivo 21,02 millones de euros.